# Haliclona cribricutis
Haliclona cribricutis är en svampdjursart som först beskrevs av Arthur Dendy 1922.  Haliclona cribricutis ingår i släktet Haliclona och familjen Chalinidae. Inga underarter finns listade i Catalogue of Life.